# Citizens Bank Park
Le Citizens Bank Park (surnommé The Bank ou CBP) est un stade de baseball situé dans le sud de Philadelphie près du Lincoln Financial Field et du Wells Fargo Center en Pennsylvanie.
Depuis le 12 avril 2004 il a pour club résident les Phillies de Philadelphie, une équipe de baseball de la MLB qui évolue dans la Ligue nationale et qui jouait auparavant au Veterans Stadium. Sa capacité de 43 647 places et il dispose de 71 suites et 21 000 places de parking aux alentours.

## Histoire
Après 30 ans de jeu au Veterans Stadium, les Phillies de Philadelphie ont commencé un nouveau chapitre dans leur histoire en avril 2004 par l'ouverture du Citizens Bank Park. Comme la plupart des autres équipes de la Ligue majeure de baseball depuis 1991, les Phillies ont voulu construire un nouveau stade de baseball pour remplacer l'un des plus mauvais stades de la deuxième moitié du XXe siècle, le Veterans Stadium. Dans les années 1990 les Phillies et les Eagles de Philadelphie (NFL) désiraient de nouveaux stades pour des raisons multiples. Les équipes et la ville de Philadelphie ont conclu un accord sur l'endroit et le financement de deux nouveaux stades en novembre 2000. Le conseil municipal a approuvé l'accord le 20 décembre 2000. Une taxe de 2 % sur les voitures de location, en grande partie payée par les visiteurs, était la seule augmentation d'impôts requise pour financer le stade. En tant que partie de l'accord, les Phillies ont payé les dépassements de coût pour la construction du stade. Les travaux commencèrent le 28 juin 2001. Comme les autres équipes de la ligue, l'équipe a vendu les droits d'appellation à la Citizens Bank, filiale de la Royal Bank of Scotland, qui le sponsorise depuis le 17 juin 2003 et ce pour un contrat de 25 ans d'une valeur de 95 millions de dollars US.
Le stade est situé près de l'intersection de la 10e rue et Pattison Avenue. Sa structure est constituée de bâtiments à plusieurs étages qui contiennent les bureaux de l'équipe, des services qui entourent la tribune et font face à la 11e rue sur l'ouest, à Pattison Avenue au sud et à la Darien Street sur l'est. Aux quatre coins se trouvent les plazas aménagées en parc d'entrée. L'enceinte fut inaugurée le 3 avril 2004 et son coût de construction était de $346 millions de dollars.
Les Phillies de Philadelphie ont joué la première fois au park le 12 avril 2004 contre les Reds de Cincinnati. Il a une capacité de 43 647 places et se compose de trois niveaux : la rangée inférieure, un niveau avec des suites, et la rangée supérieure. Un gradin d'environ 400 sièges est situé sur le toit du outfield pavilion. Les spectateurs peuvent voir les gratte-ciels du centre de Philadelphie au-delà de la barrière du hors-champ. Le Citizens Bank Park possède beaucoup d'agréments, y compris des restaurants et un magasin d'équipe (team store). Une reproduction gigantesque de la Liberty Bell accompagnée du signe du Citizens Bank Park est située dans le champ droit au-dessus des gradins. Dominant à 100 pieds au-dessus du niveau de rue, la cloche prend vie après chaque home-run des Phillies. La cloche se balance et des néons s'allument et palpitent. Le secteur de Ashburn Alley est la principale attraction du stade. Cette zone de fête et de divertissement est consacré au Hall of Famer Richie Ashburn.

## Événements
- Food Network Awards, 22 avril 2007
- Série mondiale 2008
- Série mondiale 2009
- Classique hivernale de la LNH 2012

## Dimensions
- Left Field - 329 pieds (100 mètres)
- Left-Center - 374 ' (114 m)
- Deep Left-Center - 387 ' (118 m)
- Left of Center Field - 409 ' (125 m)
- Center Field - 401 ' (122 m)
- Deep Right-Center - 398 ' (121 m)
- Right-Center - 369 ' (112 m)
- Right Field - 330 ' (101 m)

## Galerie

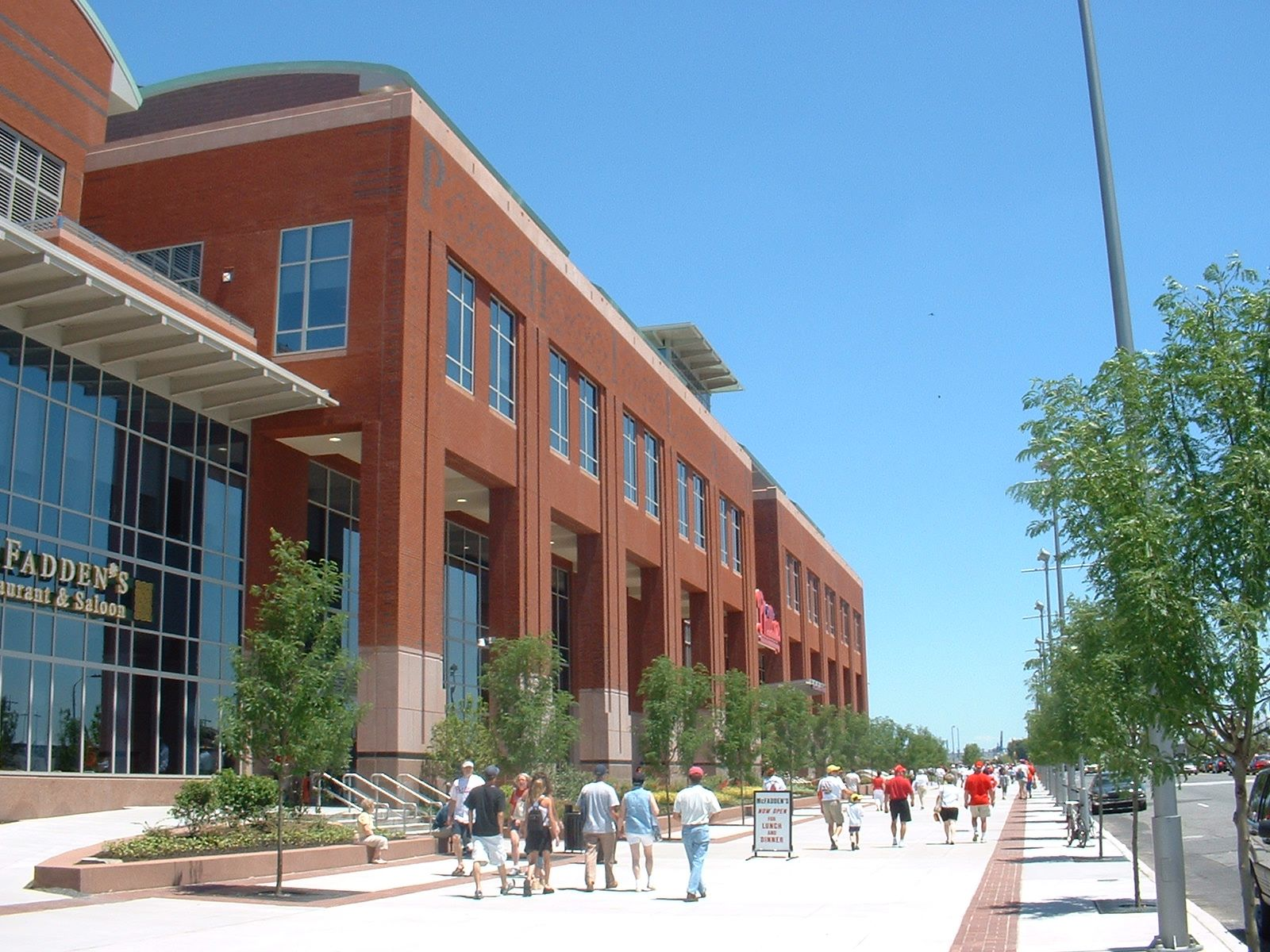
Façade extérieure
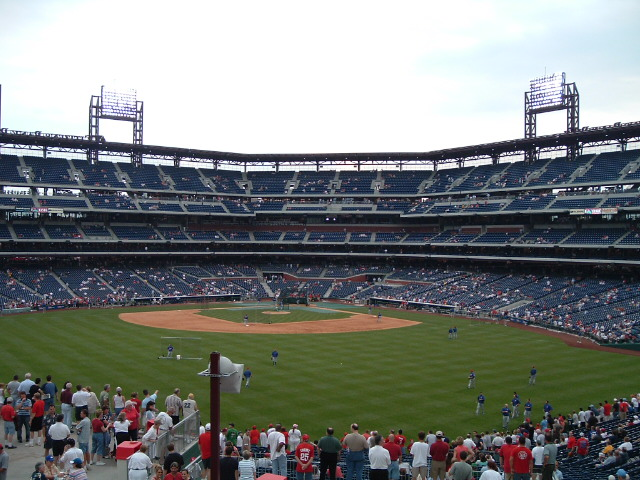
Intérieur du stade
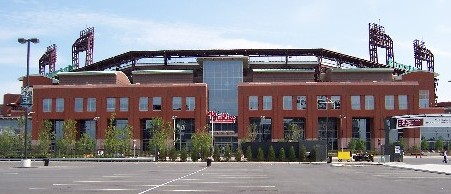
Vue générale du stade
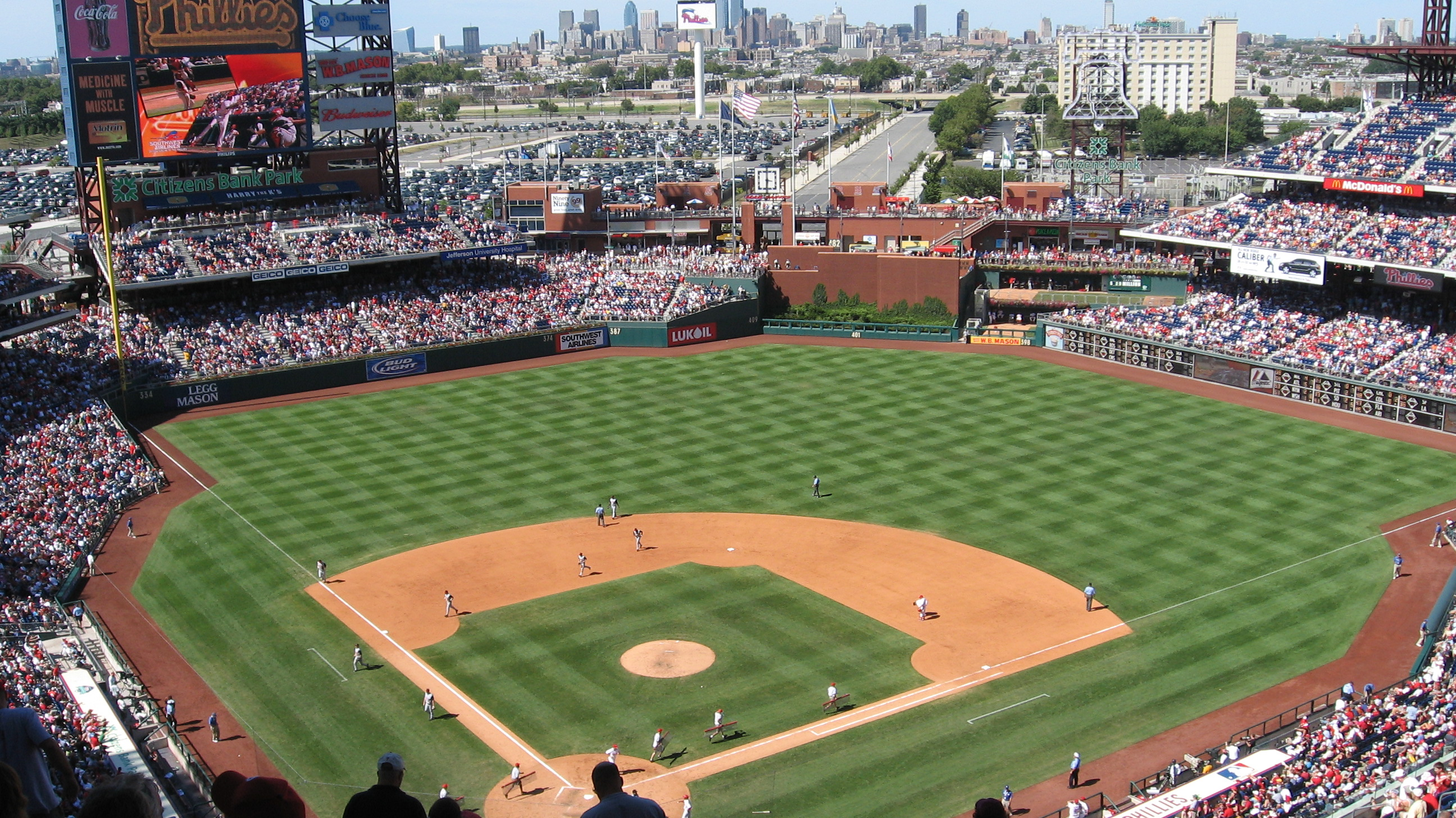
Le terrain
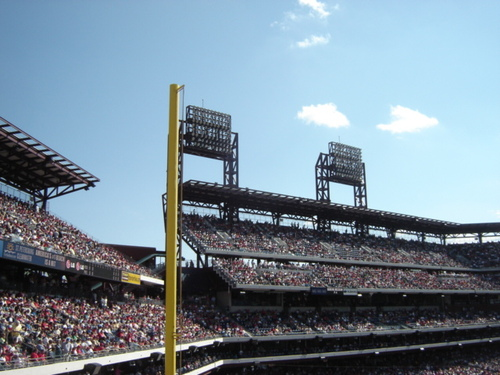
Tribunes
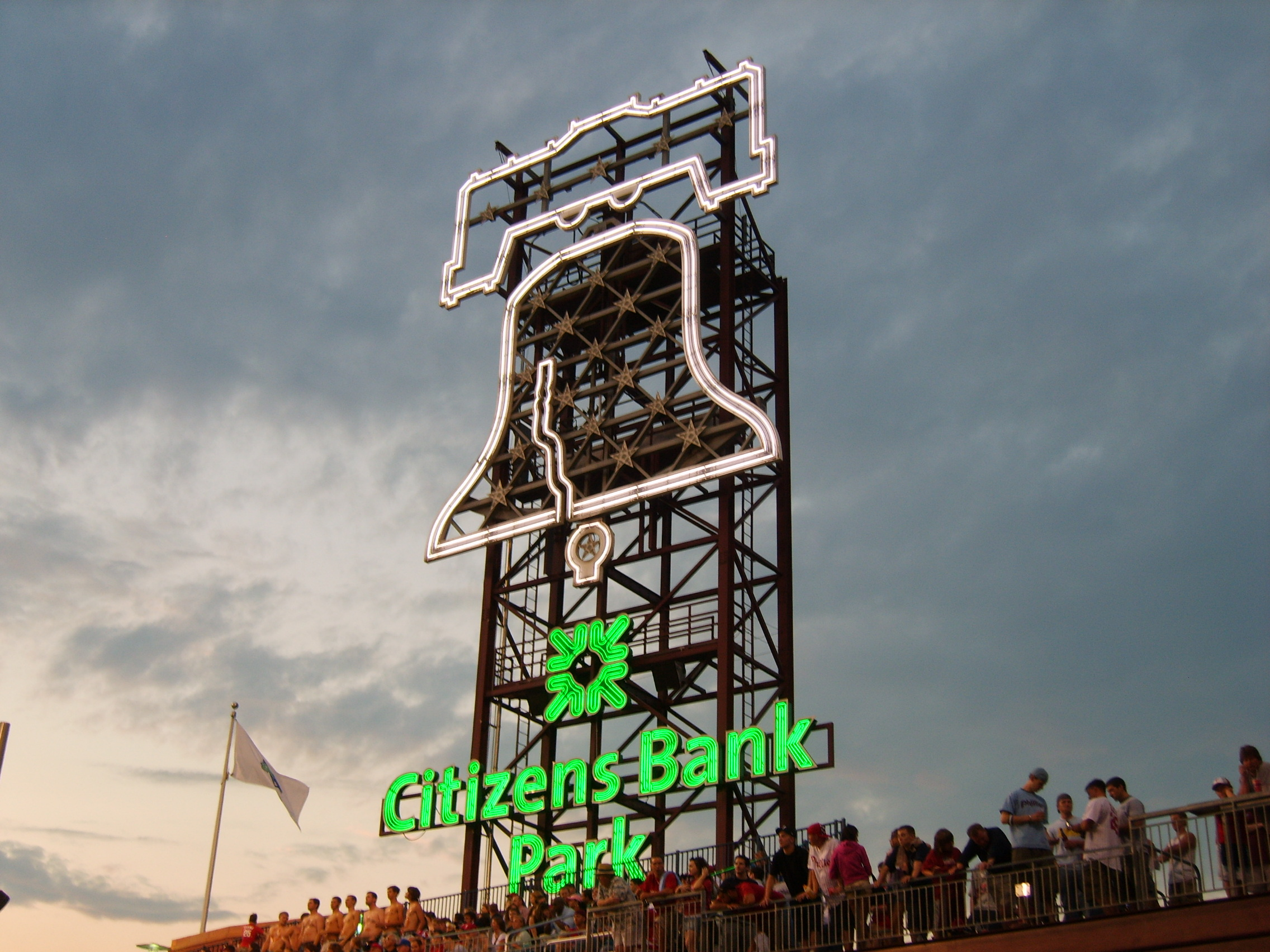
Réplique de la Liberty Bell
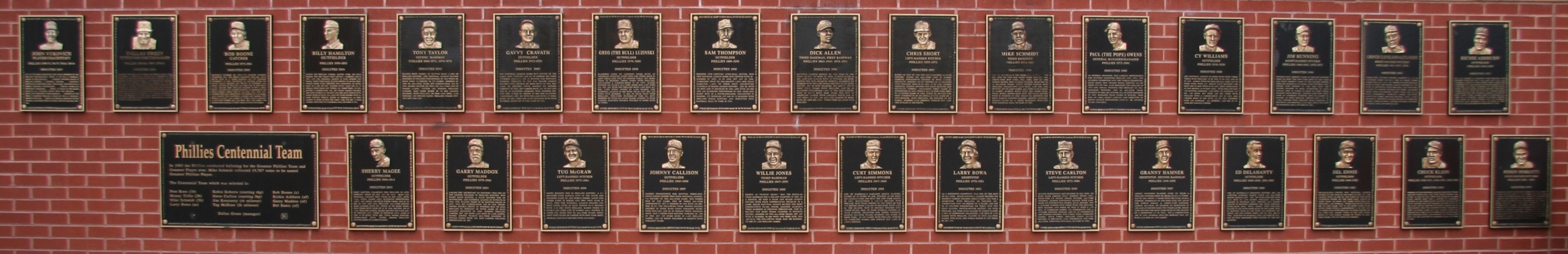
Le "Phillies Wall of Fame"